# Viaggio di nozze (film 1936)
Viaggio di nozze (In His Steps) è un film del 1936, sceneggiato e diretto da Karl Brown.
Il soggetto è tratto dal romanzo In His Steps: What Would Jesus Do? di Charles Sheldon che aveva già ispirato in parte il film del 1916 The Martyrdom of Philip Strong, diretto da Richard Ridgely.

## Trama
Tom Carver e Ruth Brewster si innamorano, ma non possono sposarsi a causa della rivalità in affari tra i loro genitori. Davidson, un collaboratore di Calvin Carver, il padre di Tom, li aiuta a scappare e, pur se Ruth è ancora minorenne, un amico di Davidson, il predicatore Mack Adams li unisce in matrimonio e poi si ospita nella sua fattoria.
Passa qualche tempo. Davidson, che ha rassicurato la madre di Ruth sulla sorte della figlia, viene arrestato perché si rifiuta di rivelare il rifugio della ragazza. Si fa avanti Tom, ma viene arrestato anche lui e processato per rapimento. Il giudice cerca di ricomporre la faida affidandosi al buon senso delle due famiglie. Ma Carver insiste nell'accusare Davidson come un fanatico religioso e la signora Brewster chiede di seguire la legge alla lettera. Adams, il predicatore, indignato per come sta andando il processo, riesce a convincere il giudice a sospendere la sentenza se i due giovani si separeranno. Ma Tom rifiuta di acconsentire, dichiarando il suo amore per la moglie. Alla fine, i genitori, davanti al coraggio e alla determinazione dei figli, si piegheranno: le due famiglie faranno la pace e Tom potrà ritornare con Ruth alla fattoria.

## Produzione
Il film fu prodotto dalla B. F. Ziedman Film.

## Distribuzione
Distribuito dalla Grand National Pictures, il film - presentato da Edward L. Alperson - uscì nelle sale cinematografiche USA il 4 ottobre 1936. Ebbe una distribuzione internazionale: in Portogallo, uscì il 30 maggio 1940 (Pecados dos Filhos), in Francia fu distribuito attraverso la Nordfilm.